# 特別買収目的会社
特別買収目的会社（とくべつばいしゅうもくてきがいしゃ、英語: special-purpose acquisition company、SPAC）は、特定の事業を有さず、未公開会社・事業の買収を目的に設立される企業。事業を持たない、いわば「空箱」の状態で株式公開により調達した資金で企業買収を行い、被買収会社と統合、買収後は被買収企業の名前で取引され、ティッカーシンボルも被買収企業のものとなり、株価も被買収企業の評価により取引されることになる。
資金調達の時点で、買収する企業は決まっていないため、「ブランク・チェック・カンパニー」（blank check company、白地小切手会社）や、「ブラインド・プール」（blind pool）とも呼ばれる。
アメリカ合衆国（米国）においても一般的な投資先になりつつあるが、ヨーロッパ市場でもアムステルダム証券取引所を中心に取引が拡大しつつある。アジアにおいては、香港証券取引所やシンガポール証券取引所が認可に向けて検討を進めており、インドネシア証券取引所においてはSPAC規制緩和を決定している。
日本においては、2021年現在認められていないものの、政府の成長戦略会議において、ベンチャー企業の成長支援策としてSPACの導入が検討されている。本稿においては、米国におけるSPACを中心に解説する。

## 概要
SPACの歴史は、1980年代にOTCブリティンボードにて取引が開始されたことに始まる。当時は規制が緩かったこともあり、買収候補の噂などで株価を吊り上げて売り抜く行為や、自ら出資した企業を買収される行為、調達資金の流用する行為などの不正行為の温床となった。「ブランク・チェック・カンパニー」の呼称もこのような経緯から付されたものである。
トラブルや訴訟が多発したことを受け、1992年に米国証券取引委員会がブランク・チェック・カンパニー規制を設け、現在のSPAC制度に至っている。
1990年代後半に起きたインターネット・バブル期には、テック企業が台頭し、投資家の資金がこれらに向かったこともあり、SPACの需要は急減したが、インターネット・バブル崩壊後の2006年以降、アメリカン証券取引所（現在のNYSE American）が2005年にSPACの上場を承認したこと、IPO規制が強化されたことを受けて、再び脚光を浴び始め 、2006年には37社計34億ドル、2007年には66社計121億ドルの調達を行なった。

## SPACのメリット・デメリット
被買収企業にとっては、時間とコストを抑制して上場ができ、かつIPOの際に割安な価格で公開価格が決められることによる調達資金が本来より低く抑えられることを回避することができるメリットがある。また、米国においては、一般的なIPOでは発行価格を不当に引き上げることを防ぐため、今後の業績見通しを開示することは禁じられているが、SPAC経由の場合には既に上場している会社との合併となるため、こうしたルールは適用されず、売上高がほぼゼロであっても、今後数年の具体的な数値目標を示すことが容認されている点もメリットとして挙げられる（但し、このことから「裏口上場」との批判も根強い。）。
一方、SPACの運営企業（スポンサー）にとっては、買収後に、新会社の株式や株式購入の権利（プロモート株式）などにより、多額の手数料に相当するものが手に入る（但しこの株式は無償発行によるものに限られるので、投資家にとっては株式の希釈化が起こるという点でデメリットである）、当該会社の相当部分の株式を割安で獲得する権利が得られるといったメリットがある。
投資家にとっては、通常の未公開株式ファンドに投資する場合、資金の回収に5年から10年かかるところ、2年程度で決着が図れる点、投資家保護措置が、取引所（NASDAQ・NYSE）によって承認されており、透明性が確保されている点、少額での未公開株への投資の機会が提供される点がメリットである。
投資家保護法制としては、IPOによる調達資金の9割以上を信託し、残りは運転資金とする、IPOから12-18ヵ月の間に買収をアナウンスして、24ヵ月以内に完了する（延期には株主総会で65%の株主の同意が必要）、買収に失敗した場合は投資家に利息を付して返還する、買収企業選定に20%以上の株主の同意が必要とすることなどが定められている。一方で、これら保護法制により短期間で株主を納得させられる企業買収を行うため、買取価格交渉で不利に立たさられたり、事業計画の精査に時間をかけられないことはSPAC側から見たデメリットにもなり得る。
また、被買収企業は未公開企業であり、簿外負債の有無やコンプライアンスの遵守などに問題を抱えたまま、買収され上場に至ることも少なくないことも投資家保護上の問題となりうる。
SPACはIPO時点において事業が定まっておらず、企業価値に不確実性を有することから、投資家は設立メンバーなどの情報で判断することになる。個人投資家の資金を集めやすくするため、著名人を設立メンバーに加えることが多くなっている。
実際、バンク・オブ・アメリカが2021年2月に公表したデータによると、SPAC株式を売買する投資家全体の約40％を個人投資家が占めており、S&P 500における比率の約2倍となっている。個人投資家の中には、株主総会での決議が買収に必要であることを認識しておらず、株主総会が何度も延期される例も散見されるなど、SPAC運営の弊害となっている側面もある。
これら個人投資家が支払うコストは高く、ハイリスクであるとする研究もある。スタンフォード・ロー・スクールのマイケル・クラウスナーと、ニューヨーク大学・ロー・スクールのマイケル・オーロッゲによると、2019年1月から2020年6月にかけて企業買収を実施した47のSPACについて検証し、企業買収後、SPACの株価は平均で1/3程度下落していることを明らかにした。SPACは投資家から見るとコストが高く、前述のプロモート株式が最大のコストとなっている他、当初引受手数料は5%前後が相場で、さらにワラント発行のコストが加算される、高コスト体質となっており、株式償還された場合もこれらコストの大半は減額されない。
同研究では、スポンサーが10億ドル以上の資産を持つ評判の高いファンドの系列で、スポンサー（あるいはSPACの責任者）がフォーチュン500企業の元経営幹部という条件を満たすSPACは、買収後に平均を上回るリターンをもたらす傾向があるとしている。47のSPACのうち、約半分がこの定義に合致しており、このグループのSPACがもたらしたリターンは、買収後の3、6、12カ月間で著しく高かった。このグループにおいても半数近くのリターンはマイナスとなったものの、ラッセル2000のリターンは上回ったことを明らかにした。
ロンドン証券取引所CEOのデヴィッド・シュワイマーは、同取引所がSPAC上場を認める勧告を出した2021年3月に「米市場にSPACのフロス（小さな泡）があるのは明らか。期待に沿わない結果となるものもあるだろう」と述べ、投資家が「よく考えて慎重に」利用することが重要であると指摘している。

## 脚註
1. 1 2 3  江渕崇「買収目的のペーパーカンパニー、米で空前の上場ブーム」『朝日新聞』2021年3月16日。2021年3月20日閲覧。
2. 1 2 3 4  松本義和 (2020年8月19日). “注目される資金調達術、「SPACs（スパックス）」とは？その仕組みと意義について”.   モトリーフール. 2021年3月20日閲覧。
3. ↑  Harry Robertson (2021年2月22日). “SPACのブームはヨーロッパに拡大…世界第4位の億万長者も会社を設立”.   Business Insider. 2021年3月20日閲覧。
4. ↑  「未解禁取引所も動く シンガポールや香港」『日本経済新聞』2021年3月18日。2021年3月20日閲覧。
5. ↑  “買収目的会社容認へ、ユニコーンの上場促進”.   アジア経済ニュース (2021年3月10日). 2021年3月20日閲覧。
6. ↑  占部絵美「SPAC上場やIPO価格見直し案を提示、起業家支援－成長戦略会議」『Bloomberg』2021年3月17日。2021年3月20日閲覧。
7. 1 2 3 4 5  野田幹太 (2020年8月25日). “特別買収目的会社とは？SPACの歴史やメリット・デメリットを解説”.   モトリーフール. 2021年3月20日閲覧。
8. ↑  「GM、提携頓挫の再来も　新興EVに受注水増し疑惑」『日本経済新聞』2021年3月18日。2021年3月20日閲覧。
9. 1 2 3  木内英登 (2021年3月19日). “SPAC（特別買収目的会社）ブームは株式バブルの象徴か”.   ナレッジ・インサイト. 2021年3月20日閲覧。
10. ↑  “米国で話題の特別買収目的会社（SPAC）とは？”.   FUNDBOOK (2020年12月17日). 2021年3月20日閲覧。
11. 1 2  “空前の上場ブームに沸くSPAC、実際のリターンは期待はずれ”.   Simon Moore (2021年1月22日). 2021年3月20日閲覧。
12. ↑  「ロンドン証取CEO、過熱する米市場のSPAC上場に警鐘」『ロイター通信』2021年3月5日。2021年3月20日閲覧。